# Opigena obscurata
Opigena obscurata är en fjärilsart som beskrevs av Sohn-rethel 1929. Opigena obscurata ingår i släktet Opigena och familjen nattflyn. Inga underarter finns listade i Catalogue of Life.